# Wereldkampioenschap voetbal 2018 (kwalificatie OFC)
De Oceanische voetbalbond OFC besliste om de kwalificatieronde voor het wereldkampioenschap voetbal 2018 ook te laten tellen als kwalificatie voor het Oceanisch kampioenschap voetbal 2016. De winnaar van de WK-kwalificatie gaat door naar de intercontinentale play-off in november 2017. Alle elf OFC-leden hebben zich aangemeld.

## Opzet en loting
Eerste ronde
De eerste kwalificatieronde werd gespeeld tussen 31 augustus en 8 september 2015.  Amerikaans-Samoa,  Cookeilanden,  Samoa en  Tonga speelden een enkele competitie tegen elkaar; elk land speelde dus drie wedstrijden. De winnaar ging door naar de tweede ronde.
Tweede ronde
De tweede ronde van deze kwalificatie is tegelijkertijd het Oceanisch kampioenschap voetbal 2016. Een totaal van acht landen ( Fiji,  Nieuw-Caledonië,  Nieuw-Zeeland,  Papoea-Nieuw-Guinea,  Salomonseilanden,  Tahiti,  Vanuatu en de winnaar van de eerste ronde) werden opgesplitst in twee groepen van vier landen, die een volledige competitie tegen elkaar spelen vanaf 28 mei 2016. De beste twee landen van elke groep gaan door naar de derde ronde.
Derde ronde
De vier landen die doorstromen naar de derde ronde spelen een volledige competitie tegen elkaar in één groep. De winnaar kwalificeert zich voor de FIFA Confederations Cup 2017 in Rusland en gaat door naar de intercontinentale play-offs, die in november 2017 worden gespeeld. Een land uit de CONMEBOL-zone is daarin de opponent.

### Speeldata
| Ronde                          | Wedstrijd    | Datum                 |
| ------------------------------ | ------------ | --------------------- |
| Eerste ronde                   | Wedstrijd 1  | 31 augustus 2015      |
| Eerste ronde                   | Wedstrijd 2  | 2 september 2015      |
| Eerste ronde                   | Wedstrijd 3  | 4 september 2015      |
| Tweede ronde (OFC Nations Cup) | Wedstrijd 1  | 28 mei – 12 juni 2016 |
| Tweede ronde (OFC Nations Cup) | Wedstrijd 2  | 28 mei – 12 juni 2016 |
| Tweede ronde (OFC Nations Cup) | Wedstrijd 3  | 28 mei – 12 juni 2016 |
| Tweede ronde (OFC Nations Cup) | Halve finale | 28 mei – 12 juni 2016 |
| Tweede ronde (OFC Nations Cup) | Finale       | 28 mei – 12 juni 2016 |

| Ronde       | Wedstrijd       | Datum                          |
| ----------- | --------------- | ------------------------------ |
| Derde ronde | Wedstrijd 1     | 20–28 maart 2017               |
| Derde ronde | Wedstrijd 2     | 20–28 maart 2017               |
| Derde ronde | Wedstrijd 3     | 5–13 juni 2017                 |
| Derde ronde | Wedstrijd 4     | 5–13 juni 2017                 |
| Derde ronde | Wedstrijd 5     | 28 augustus – 5 september 2017 |
| Derde ronde | Wedstrijd 6     | 28 augustus – 5 september 2017 |
| Derde ronde | Finale 1e ronde | 2–10 oktober 2017              |
| Derde ronde | Finale 2e ronde | 2–10 oktober 2017              |

### Deelnemende landen
| Beginnen in de tweede ronde (1–7)                                                                           | Beginnen in de eerste ronde (8–11)                    |
| --- | ----------------------------------------------------- |
| 1. Fiji 2. Nieuw-Caledonië 3. Nieuw-Zeeland 4. Papoea-Nieuw-Guinea 5. Salomonseilanden 6. Tahiti 7. Vanuatu | 1. Amerikaans-Samoa 2. Cookeilanden 3. Samoa 4. Tonga |

## Kwalificatie
Legenda

### Eerste ronde
Aan de eerste ronde namen de vier laagst genoteerde landen op de FIFA-wereldranglijst deel. Zij speelden tussen 31 augustus en 4 september 2015 een toernooi middels een halve competitie. De groepswinnaar plaatste zich voor de tweede ronde.

#### Poule eindstand
| Nr. | Club             | Wedstrijden | Wedstrijden | Wedstrijden | Wedstrijden | Doelpunten | Doelpunten | Doelpunten | Punten |
| --- | ---------------- | ----------- | ----------- | ----------- | ----------- | ---------- | ---------- | ---------- | ------ |
| Nr. | Club             | A           | W           | G           | V           | V          | T          | S          | Punten |
| 1.  | Samoa            | 3           | 2           | 0           | 1           | 6          | 3          | +3         | 6      |
| 2.  | Amerikaans-Samoa | 3           | 2           | 0           | 1           | 6          | 4          | +2         | 6      |
| 3.  | Cookeilanden     | 3           | 2           | 0           | 1           | 4          | 2          | +2         | 6      |
| 4.  | Tonga            | 3           | 0           | 0           | 3           | 1          | 8          | –7         | 0      |

#### Wedstrijden
|                                                  |       |                         |              |                                                                                               |
| 31 augustus 2015 «onderlinge duels» 13:00 UTC+13 | Tonga | 0 – 3                   | Cookeilanden | Loto-Tonga Soka Centre, Nuku'alofa, (Tonga) Toeschouwers: 400 Scheidsrechter: Ravitesh Behari |
| 31 augustus 2015 «onderlinge duels» 13:00 UTC+13 |       | 38', 53', 60' T.Saghabi |              | Loto-Tonga Soka Centre, Nuku'alofa, (Tonga) Toeschouwers: 400 Scheidsrechter: Ravitesh Behari |

|                                                  |                                                   |       |                      |                                                                                           |
| 31 augustus 2015 «onderlinge duels» 15:30 UTC+13 | Samoa                                             | 3 – 2 | Amerikaans-Samoa     | Loto-Tonga Soka Centre, Nuku'alofa, (Tonga) Toeschouwers: 200 Scheidsrechter: Nelson Sogo |
| 31 augustus 2015 «onderlinge duels» 15:30 UTC+13 | D.Fa'aiuaso 4' F.Hamilton-Pama 18' A.Mobberly 26' |       | 38', 86' D.Beauchamp | Loto-Tonga Soka Centre, Nuku'alofa, (Tonga) Toeschouwers: 200 Scheidsrechter: Nelson Sogo |

|                                                  |               |       |       |                                                                                              |
| 2 september 2015 «onderlinge duels» 13:00 UTC+13 | Cookeilanden  | 1 – 0 | Samoa | Loto-Tonga Soka Centre, Nuku'alofa, (Tonga) Toeschouwers: 150 Scheidsrechter: Robinson Banga |
| 2 september 2015 «onderlinge duels» 13:00 UTC+13 | T.Saghabi 39' |       |       | Loto-Tonga Soka Centre, Nuku'alofa, (Tonga) Toeschouwers: 150 Scheidsrechter: Robinson Banga |

|                                                  |                |       |                        |                                                                                            |
| 2 september 2015 «onderlinge duels» 15:30 UTC+13 | Tonga          | 1 – 2 | Amerikaans-Samoa       | Loto-Tonga Soka Centre, Nuku'alofa, (Tonga) Toeschouwers: 200 Scheidsrechter: Salesh Chand |
| 2 september 2015 «onderlinge duels» 15:30 UTC+13 | S. Uhatahi 47' |       | 49' J. Manao 51' R.Ott | Loto-Tonga Soka Centre, Nuku'alofa, (Tonga) Toeschouwers: 200 Scheidsrechter: Salesh Chand |

|                                                  |       |                               |       |                                                                                              |
| 4 september 2015 «onderlinge duels» 15:00 UTC+13 | Tonga | 0 – 3                         | Samoa | Loto-Tonga Soka Centre, Nuku'alofa, (Tonga) Toeschouwers: 250 Scheidsrechter: Averii Jacques |
| 4 september 2015 «onderlinge duels» 15:00 UTC+13 |       | 9' A.Mobberly 22', 77' J.Hall |       | Loto-Tonga Soka Centre, Nuku'alofa, (Tonga) Toeschouwers: 250 Scheidsrechter: Averii Jacques |

|                                                  |                                |       |              |                                                                                                 |
| 4 september 2015 «onderlinge duels» 15:00 UTC+13 | Amerikaans-Samoa               | 2 – 0 | Cookeilanden | Loto-Tonga Soka Centre 2, Nuku'alofa, (Tonga) Toeschouwers: 250 Scheidsrechter: Ravitesh Behari |
| 4 september 2015 «onderlinge duels» 15:00 UTC+13 | R.A. Mitchell 58' J. Manao 67' |       |              | Loto-Tonga Soka Centre 2, Nuku'alofa, (Tonga) Toeschouwers: 250 Scheidsrechter: Ravitesh Behari |

### Tweede ronde
| Pot 1                                                             | Pot 2                                                                     |
| ----------------------------------------------------------------- | ------------------------------------------------------------------------- |
| 1. Nieuw-Caledonië 2. Nieuw-Zeeland 3. Salomonseilanden 4. Tahiti | 1. Vanuatu 2. Fiji 3. Papoea-Nieuw-Guinea 4. Samoa (Winnaar eerste ronde) |

#### Groep A
De eerste drie landen plaatsen zich voor de derde ronde van het kwalificatietoernooi.
| Nr. | Club                | Wedstrijden | Wedstrijden | Wedstrijden | Wedstrijden | Doelpunten | Doelpunten | Doelpunten | Punten |
| --- | ------------------- | ----------- | ----------- | ----------- | ----------- | ---------- | ---------- | ---------- | ------ |
| Nr. | Club                | A           | W           | G           | V           | V          | T          | S          | Punten |
| 1   | Papoea-Nieuw-Guinea | 3           | 1           | 2           | 0           | 11         | 3          | +8         | 5      |
| 2   | Nieuw-Caledonië     | 3           | 1           | 2           | 0           | 9          | 2          | +7         | 5      |
| 3   | Tahiti              | 3           | 1           | 2           | 0           | 7          | 3          | +4         | 5      |
| 4   | Samoa               | 3           | 0           | 0           | 3           | 0          | 19         | –19        | 0      |

#### Wedstrijden
|                                               |                     |       |                 | |
| 29 mei 2016 «onderlinge duels» 16:00 (UTC+10) | Papoea-Nieuw-Guinea | 1 – 1 | Nieuw-Caledonië | Sir John Guisestadion Plaats: Port Moresby, Papoea-Nieuw-Guinea Toeschouwers: 4.231 Scheidsrechter: Matthew Conger |
| 29 mei 2016 «onderlinge duels» 16:00 (UTC+10) | T. Semmy 41'        |       | J-P. Saiko 84'  | Sir John Guisestadion Plaats: Port Moresby, Papoea-Nieuw-Guinea Toeschouwers: 4.231 Scheidsrechter: Matthew Conger |

|                                               |                                              |       |       | |
| 29 mei 2016 «onderlinge duels» 19:00 (UTC+10) | Tahiti                                       | 4 – 0 | Samoa | Sir John Guisestadion Plaats: Port Moresby, Papoea-Nieuw-Guinea Toeschouwers: 4.720 Scheidsrechter: Ravitesh Behari |
| 29 mei 2016 «onderlinge duels» 19:00 (UTC+10) | T.Tehau 2', 5' S. Chong Hue 15' A. Tehau 39' |       |       | Sir John Guisestadion Plaats: Port Moresby, Papoea-Nieuw-Guinea Toeschouwers: 4.720 Scheidsrechter: Ravitesh Behari |

|                                               | |       |       | |
| 1 juni 2016 «onderlinge duels» 16:00 (UTC+10) | Nieuw-Caledonië                                                                                           | 7 – 0 | Samoa | Sir John Guisestadion Plaats: Port Moresby, Papoea-Nieuw-Guinea Toeschouwers: 2.015 Scheidsrechter: Robinson Banga |
| 1 juni 2016 «onderlinge duels» 16:00 (UTC+10) | R.Kayara 18', 30' K. Nemia 28' C. Zeoula 38' (pen.) J.-B. Wadriako 53' J. Cexome 79' J. Dahite 89' (pen.) |       |       | Sir John Guisestadion Plaats: Port Moresby, Papoea-Nieuw-Guinea Toeschouwers: 2.015 Scheidsrechter: Robinson Banga |

|                                               |                      |       |                           | |
| 1 juni 2016 «onderlinge duels» 19:00 (UTC+10) | Papoea-Nieuw-Guinea  | 2 – 2 | Tahiti                    | Sir John Guisestadion Plaats: Port Moresby, Papoea-Nieuw-Guinea Toeschouwers: 1.643 Scheidsrechter: Nick Waldron |
| 1 juni 2016 «onderlinge duels» 19:00 (UTC+10) | R.Gunemba 45+1', 64' |       | A. Tehau 66' T. Tehau 76' | Sir John Guisestadion Plaats: Port Moresby, Papoea-Nieuw-Guinea Toeschouwers: 1.643 Scheidsrechter: Nick Waldron |

|                                               |       |                                                                               |                     | |
| 5 juni 2016 «onderlinge duels» 16:00 (UTC+10) | Samoa | 0 – 8                                                                         | Papoea-Nieuw-Guinea | Sir John Guisestadion Plaats: Port Moresby, Papoea-Nieuw-Guinea Toeschouwers: 2.678 Scheidsrechter: Joel Hopken |
| 5 juni 2016 «onderlinge duels» 16:00 (UTC+10) |       | M.Foster 13', 51' R. Gunemba 33', 63', 83' N.Dabinyaba 58', 74' K. Upaiga 67' |                     | Sir John Guisestadion Plaats: Port Moresby, Papoea-Nieuw-Guinea Toeschouwers: 2.678 Scheidsrechter: Joel Hopken |

|                                               |                |       |                 | |
| 5 juni 2016 «onderlinge duels» 19:00 (UTC+10) | Tahiti         | 1 – 1 | Nieuw-Caledonië | Sir John Guisestadion Plaats: Port Moresby, Papoea-Nieuw-Guinea Toeschouwers: 3.158 Scheidsrechter: Nicholas Waldron |
| 5 juni 2016 «onderlinge duels» 19:00 (UTC+10) | T. Tehau 90+2' |       | B. Kai 80'      | Sir John Guisestadion Plaats: Port Moresby, Papoea-Nieuw-Guinea Toeschouwers: 3.158 Scheidsrechter: Nicholas Waldron |

#### Groep B
| Nr. | Club             | Wedstrijden | Wedstrijden | Wedstrijden | Wedstrijden | Doelpunten | Doelpunten | Doelpunten | Punten |
| --- | ---------------- | ----------- | ----------- | ----------- | ----------- | ---------- | ---------- | ---------- | ------ |
| Nr. | Club             | A           | W           | G           | V           | V          | T          | S          | Punten |
| 1   | Nieuw-Zeeland    | 3           | 3           | 0           | 0           | 9          | 1          | +8         | 9      |
| 2   | Salomonseilanden | 3           | 1           | 0           | 2           | 1          | 2          | –1         | 3      |
| 3   | Fiji             | 3           | 1           | 0           | 2           | 4          | 6          | –2         | 3      |
| 4   | Vanuatu          | 3           | 1           | 0           | 2           | 3          | 8          | –5         | 3      |

#### Wedstrijden
|                                               |                                                |       |                      | |
| 28 mei 2016 «onderlinge duels» 16:00 (UTC+10) | Nieuw-Zeeland                                  | 3 – 1 | Fiji                 | Sir John Guise Stadion, Port Moresby (Papoea-Nieuw-Guinea) Toeschouwers: 500 Scheidsrechter: Norbert Hauata |
| 28 mei 2016 «onderlinge duels» 16:00 (UTC+10) | T.Tzimopoulos 16' R.Fallon 42' Wood 62' (pen.) |       | R.Krishna 45' (pen.) | Sir John Guise Stadion, Port Moresby (Papoea-Nieuw-Guinea) Toeschouwers: 500 Scheidsrechter: Norbert Hauata |

|                                               |         |             |                  | |
| 28 mei 2016 «onderlinge duels» 19:00 (UTC+10) | Vanuatu | 0 – 1       | Salomonseilanden | Sir John Guise Stadion, Port Moresby (Papoea-Nieuw-Guinea) Toeschouwers: 1.611 Scheidsrechter: Médéric Lacour |
| 28 mei 2016 «onderlinge duels» 19:00 (UTC+10) |         | J.Donga 19' |                  | Sir John Guise Stadion, Port Moresby (Papoea-Nieuw-Guinea) Toeschouwers: 1.611 Scheidsrechter: Médéric Lacour |

|                                               |         |                                                             |               | |
| 31 mei 2016 «onderlinge duels» 16:00 (UTC+10) | Vanuatu | 0 – 5                                                       | Nieuw-Zeeland | Sir John Guise Stadion, Port Moresby (Papoea-Nieuw-Guinea) Toeschouwers: 520 Scheidsrechter: Anio Amos |
| 31 mei 2016 «onderlinge duels» 16:00 (UTC+10) |         | Wood 2', 5' M.McGlinchey 10' R.Fallon 15' K.Barbarouses 45' |               | Sir John Guise Stadion, Port Moresby (Papoea-Nieuw-Guinea) Toeschouwers: 520 Scheidsrechter: Anio Amos |

|                                               |                  |                      |      | |
| 31 mei 2016 «onderlinge duels» 19:00 (UTC+10) | Salomonseilanden | 0 – 1                | Fiji | Sir John Guise Stadion, Port Moresby (Papoea-Nieuw-Guinea) Toeschouwers: 798 Scheidsrechter: Kader Zitouni |
| 31 mei 2016 «onderlinge duels» 19:00 (UTC+10) |                  | R.Krishna 85' (pen.) |      | Sir John Guise Stadion, Port Moresby (Papoea-Nieuw-Guinea) Toeschouwers: 798 Scheidsrechter: Kader Zitouni |

|                                               |                              |       |                                                    | |
| 4 juni 2016 «onderlinge duels» 16:00 (UTC+10) | Fiji                         | 2 – 3 | Vanuatu                                            | Sir John Guise Stadion, Port Moresby (Papoea-Nieuw-Guinea) Toeschouwers: 900 Scheidsrechter: Kader Zitouni |
| 4 juni 2016 «onderlinge duels» 16:00 (UTC+10) | S.Kautoga 51' R. Krishna 69' |       | D.Fred 19' F.Masauvakalo 41' B. Kaltack 75' (pen.) | Sir John Guise Stadion, Port Moresby (Papoea-Nieuw-Guinea) Toeschouwers: 900 Scheidsrechter: Kader Zitouni |

|                                               |               |       |                  | |
| 4 juni 2016 «onderlinge duels» 19:00 (UTC+10) | Nieuw-Zeeland | 1 – 0 | Salomonseilanden | Sir John Guise Stadion, Port Moresby (Papoea-Nieuw-Guinea) Toeschouwers: 1.295 Scheidsrechter: Norbert Hauata |
| 4 juni 2016 «onderlinge duels» 19:00 (UTC+10) | L.Adams 80'   |       |                  | Sir John Guise Stadion, Port Moresby (Papoea-Nieuw-Guinea) Toeschouwers: 1.295 Scheidsrechter: Norbert Hauata |

### Derde ronde
| Deelnemende landen |
| --- |
| Tahiti (Derde Groep A) Fiji (Derde groep B) Nieuw-Caledonië (Tweede groep A) Nieuw-Zeeland (Eerste Groep B) Salomonseilanden (Tweede groep B) Papoea-Nieuw-Guinea (Eerste Groep A) |

Voor deze ronde plaatsen zich zes landen, de eerste drie van iedere groep uit de tweede ronde. De landen spelen in een groep van drie. De nummers een van de groepen spelen in de finale tegen elkaar. De winnaar van die finale mag spelen in de intercontinentale play-off tegen de nummer vijf van de Zuid-Amerikaanse kwalificatieronde.

#### Groep A
| Nr. | Club            | Wedstrijden | Wedstrijden | Wedstrijden | Wedstrijden | Doelpunten | Doelpunten | Doelpunten | Punten |
| --- | --------------- | ----------- | ----------- | ----------- | ----------- | ---------- | ---------- | ---------- | ------ |
| Nr. | Club            | A           | W           | G           | V           | V          | T          | S          | Punten |
| 1   | Nieuw-Zeeland   | 4           | 3           | 1           | 0           | 6          | 0          | +6         | 10     |
| 2   | Nieuw-Caledonië | 4           | 1           | 2           | 1           | 4          | 5          | –1         | 5      |
| 3   | Fiji            | 4           | 0           | 1           | 3           | 3          | 8          | –5         | 1      |

|                                 |                |       |                 |                                                                          |
| 12 november 2016 15:00 (UTC+13) | Nieuw-Zeeland  | 2 – 0 | Nieuw-Caledonië | QBE Stadium, Auckland Toeschouwers: 8.138 Scheidsrechter: Norbert Hauata |
| 12 november 2016 15:00 (UTC+13) | Rojas 42', 72' |       |                 | QBE Stadium, Auckland Toeschouwers: 8.138 Scheidsrechter: Norbert Hauata |

|                                 |                 |       |               |                                                                     |
| 15 november 2016 17:00 (UTC+11) | Nieuw-Caledonië | 0 – 0 | Nieuw-Zeeland | Stade Yoshida, Koné Toeschouwers: 2.000 Scheidsrechter: George Time |
| 15 november 2016 17:00 (UTC+11) |                 |       |               | Stade Yoshida, Koné Toeschouwers: 2.000 Scheidsrechter: George Time |

|                              |      |                           |               |                                                                            |
| 25 maart 2017 13:00 (UTC+12) | Fiji | 0 – 2                     | Nieuw-Zeeland | Churchill Park, Lautoka Toeschouwers: 7.000 Scheidsrechter: Norbert Hauata |
| 25 maart 2017 13:00 (UTC+12) |      | 48' (pen.) Wood 55' Rojas |               | Churchill Park, Lautoka Toeschouwers: 7.000 Scheidsrechter: Norbert Hauata |

|                              |                 |       |      |                                                                                            |
| 28 maart 2017 19:35 (UTC+13) | Nieuw-Zeeland   | 2 – 0 | Fiji | Wellington Regional Stadium, Wellington Toeschouwers: 10.133 Scheidsrechter: Kader Zitouni |
| 28 maart 2017 19:35 (UTC+13) | Thomas 27', 68' |       |      | Wellington Regional Stadium, Wellington Toeschouwers: 10.133 Scheidsrechter: Kader Zitouni |

|                            |                        |       |                 |                                                                           |
| 7 juni 2017 16:00 (UTC+12) | Fiji                   | 2 – 2 | Nieuw-Caledonië | Churchill Park, Lautoka Toeschouwers: 1.500 Scheidsrechter: Kader Zitouni |
| 7 juni 2017 16:00 (UTC+12) | Waqa 45+2' Krishna 54' |       | 13', 24' Wawowe | Churchill Park, Lautoka Toeschouwers: 1.500 Scheidsrechter: Kader Zitouni |

|                             |                           |       |             |                                                                                    |
| 11 juni 2017 17:00 (UTC+11) | Nieuw-Caledonië           | 2 – 1 | Fiji        | Stade Numa-Daly Magenta, Nouméa Toeschouwers: 1.050 Scheidsrechter: Norbert Hauata |
| 11 juni 2017 17:00 (UTC+11) | Ounei 43' (pen.) Sele 73' |       | 66' Saukuru | Stade Numa-Daly Magenta, Nouméa Toeschouwers: 1.050 Scheidsrechter: Norbert Hauata |

#### Groep B
| Nr. | Club                | Wedstrijden | Wedstrijden | Wedstrijden | Wedstrijden | Doelpunten | Doelpunten | Doelpunten | Punten |
| --- | ------------------- | ----------- | ----------- | ----------- | ----------- | ---------- | ---------- | ---------- | ------ |
| Nr. | Club                | A           | W           | G           | V           | V          | T          | S          | Punten |
| 1   | Salomonseilanden    | 4           | 3           | 0           | 1           | 6          | 6          | 0          | 9      |
| 2   | Tahiti              | 4           | 2           | 0           | 2           | 7          | 4          | +3         | 6      |
| 3   | Papoea-Nieuw-Guinea | 4           | 1           | 0           | 3           | 6          | 9          | –3         | 3      |

|                                |          |               |                  |                                                                       |
| 7 november 2016 19:00 (UTC−10) | Tahiti   | 3 – 0 (regl.) | Salomonseilanden | Stade Pater, Pirae Toeschouwers: 2.200 Scheidsrechter: Médéric Lacour |
| 7 november 2016 19:00 (UTC−10) | Keck 53' |               |                  | Stade Pater, Pirae Toeschouwers: 2.200 Scheidsrechter: Médéric Lacour |

|                                 |                  |       |        |                                                                                 |
| 13 november 2016 15:00 (UTC+11) | Salomonseilanden | 1 – 0 | Tahiti | Lawson Tama Stadium, Honiara Toeschouwers: 5.000 Scheidsrechter: Matthew Conger |
| 13 november 2016 15:00 (UTC+11) | Poila 90+2'      |       |        | Lawson Tama Stadium, Honiara Toeschouwers: 5.000 Scheidsrechter: Matthew Conger |

|                              |                     |       |                              |                                                                                       |
| 23 maart 2017 16:00 (UTC+10) | Papoea-Nieuw-Guinea | 1 – 3 | Tahiti                       | Sir John Guise Stadium, Port Moresby Toeschouwers: 4.209 Scheidsrechter: Salesh Chand |
| 23 maart 2017 16:00 (UTC+10) | Dabinyaba 45+1'     |       | 59', 85' Graglia 90+3' Tehau | Sir John Guise Stadium, Port Moresby Toeschouwers: 4.209 Scheidsrechter: Salesh Chand |

|                              |            |       |                      |                                                                       |
| 28 maart 2017 19:00 (UTC−10) | Tahiti     | 1 – 2 | Papoea-Nieuw-Guinea  | Stade Pater, Pirae Toeschouwers: 5.000 Scheidsrechter: Matthew Conger |
| 28 maart 2017 19:00 (UTC−10) | Keck 90+3' |       | 62' Aisa 74' Gunemba | Stade Pater, Pirae Toeschouwers: 5.000 Scheidsrechter: Matthew Conger |

|                            |                                   |       |                     |                                                                                  |
| 9 juni 2017 15:00 (UTC+11) | Salomonseilanden                  | 3 – 2 | Papoea-Nieuw-Guinea | Lawson Tama Stadium, Honiara Toeschouwers: 14.700 Scheidsrechter: Jarred Gillett |
| 9 juni 2017 15:00 (UTC+11) | Kaua 12' Totori 37' Lea'alafa 74' |       | 48' Foster 61' Aisa | Lawson Tama Stadium, Honiara Toeschouwers: 14.700 Scheidsrechter: Jarred Gillett |

|                             |                     |       |                                 |                                                                                  |
| 13 juni 2017 17:00 (UTC+10) | Papoea-Nieuw-Guinea | 1 – 2 | Salomonseilanden                | Sir Ignatius Kilage Stadium, Lae Toeschouwers: 2.035 Scheidsrechter: Jumpei Iida |
| 13 juni 2017 17:00 (UTC+10) | Gunemba 18'         |       | 33' (pen.) Fa'arodo 45+2' Donga | Sir Ignatius Kilage Stadium, Lae Toeschouwers: 2.035 Scheidsrechter: Jumpei Iida |

#### Finale
|                                 |                                                                |       |                     |                                                                                     |
| 1 september 2017 19:35 (UTC+12) | Nieuw-Zeeland                                                  | 6 – 1 | Salomonseilanden    | North Harbour Stadium, Auckland Toeschouwers: 10.230 Scheidsrechter: Norbert Hauata |
| 1 september 2017 19:35 (UTC+12) | Wood 18', 36', 90+3' Barbarouses 39' Thomas 56' McGlinchey 81' |       | 53' (pen.) Fa'arodo | North Harbour Stadium, Auckland Toeschouwers: 10.230 Scheidsrechter: Norbert Hauata |

|                                 |                                          |       |                              |                                                                                         |
| 5 september 2017 14:00 (UTC+11) | Salomonseilanden                         | 2 – 2 | Nieuw-Zeeland                | Lawson Tama Stadium, Honiara Toeschouwers: 10.200 Scheidsrechter: Abdulrahman Al-Jassim |
| 5 september 2017 14:00 (UTC+11) | Lea'alafa 28' (pen.) Fa'arodo 78' (pen.) |       | 14' Bevan 21' (e.d.) Aengari | Lawson Tama Stadium, Honiara Toeschouwers: 10.200 Scheidsrechter: Abdulrahman Al-Jassim |

## Intercontinentale play-off
|                                 |               |       |      |                                                                              |
| 11 november 2017 16:15 (UTC+13) | Nieuw-Zeeland | 0 – 0 | Peru | Westpac Stadium, Wellington Toeschouwers: 37.034 Scheidsrechter: Mark Geiger |
| 11 november 2017 16:15 (UTC+13) |               |       |      | Westpac Stadium, Wellington Toeschouwers: 37.034 Scheidsrechter: Mark Geiger |

|                                |                           |                    |               |                                                                            |
| 15 november 2017 21:15 (UTC−5) | Peru Farfán 27' Ramos 65' | 2 – 0 (2 – 0 agg.) | Nieuw-Zeeland | Estadio Nacional, Lima Toeschouwers: 39.125 Scheidsrechter: Clément Turpin |
| 15 november 2017 21:15 (UTC−5) |                           |                    |               | Estadio Nacional, Lima Toeschouwers: 39.125 Scheidsrechter: Clément Turpin |

Kwalificatie: Afrika (CAF) · Azië (AFC) · Europa (UEFA) · Noord- en Midden-Amerika (CONCACAF) · Oceanië (OFC) · Zuid-Amerika (CONMEBOL)